# Aculepeira albovittata
Aculepeira albovittata là một loài nhện trong họ Araneidae.
Loài này thuộc chi Aculepeira. Aculepeira albovittata được Cândido Firmino de Mello-Leitão miêu tả năm 1941.